# Etienne Vaessen
Etienne Vaessen, officiële naam Etienne Burnet (Breda, 26 juli 1995), is een Nederlands-Surinaams voetballer die speelt als doelman. Hij maakte in juli 2024 de overstap van RKC Waalwijk naar FC Groningen. Vaessen komt sinds 2024 uit voor het Surinaams voetbalelftal.

## Clubcarrière

### RKC Waalwijk
Bij BSV Boeimeer speelde Vaessen al in het eerste team. In 2013 ging hij naar WSC. Twee jaar later verkaste hij naar RKC Waalwijk, waar hij vierde doelman was achter Ralph Vos, Tamati Williams en Nils den Hartog. Vaessen debuteerde op 12 augustus 2016 voor RKC Waalwijk in een uitwedstrijd tegen FC Emmen (1-0 verlies). Hij verving na 22 minuten de geblesseerde Tamati Williams. Hij speelde acht wedstrijden dat seizoen.
In het seizoen 2017/18 was hij voor het eerst eerste doelman voor RKC. Hij kwam dat seizoen tot 39 wedstrijden in alle competities, terwijl hij een jaar later 38 wedstrijden keepte. Hij bereikte dat jaar de play-offs om promotie, waarin Vaessen op 28 mei 2019 met RKC Waalwijk naar de Eredivisie promoveerde na een seizoensontknoping tegen Go Ahead Eagles (4-5 winst). Op 3 augustus maakte hij tegen VVV-Venlo zijn debuut in de Eredivisie. Dat seizoen vocht RKC tegen degradatie, maar door het stopleggen van de competitie door corona, degradeerde niemand en was RKC veilig. 
Het seizoen erop was Vaessen tweede doelman achter Kostas Lamprou, waardoor hij nul wedstrijden speelde dat seizoen. Daarna was hij weer eerste doelman en was hij drie seizoenen lang een van de belangrijkste redenen dat RKC telkens op het hoogste niveau actief kon blijven. Na negen seizoenen RKC verlengde Vaessen in 2024 zijn aflopende verbintenis niet. Hij speelde in totaal 203 wedstrijden voor de Brabanders. 

### FC Groningen
Vaessen tekende in de zomer van 2024 een driejarig contract bij FC Groningen, dat net was gepromoveerd naar de Eredivisie.

## Clubstatistieken
| Seizoen         | Club            | Competitie      | Competitie | Competitie | Beker | Beker | Totaal | Totaal |
| Seizoen         | Club            | Competitie      | Wed.       | Dlp.       | Wed.  | Dlp.  | Wed.   | Dlp.   |
| --------------- | --------------- | --------------- | ---------- | ---------- | ----- | ----- | ------ | ------ |
| 2015/16         | RKC Waalwijk    | Eerste divisie  | 0          | 0          | 0     | 0     | 0      | 0      |
| 2016/17         | RKC Waalwijk    | Eerste divisie  | 8          | 0          | 0     | 0     | 8      | 0      |
| 2017/18         | RKC Waalwijk    | Eerste divisie  | 36         | 0          | 3     | 0     | 39     | 0      |
| 2018/19         | RKC Waalwijk    | Eerste divisie  | 35         | 0          | 3     | 0     | 38     | 0      |
| 2019/20         | RKC Waalwijk    | Eredivisie      | 24         | 0          | 1     | 0     | 25     | 0      |
| 2020/21         | RKC Waalwijk    | Eredivisie      | 0          | 0          | 0     | 0     | 0      | 0      |
| 2021/22         | RKC Waalwijk    | Eredivisie      | 31         | 0          | 0     | 0     | 31     | 0      |
| 2022/23         | RKC Waalwijk    | Eredivisie      | 32         | 0          | 0     | 0     | 32     | 0      |
| 2023/24         | RKC Waalwijk    | Eredivisie      | 30         | 0          | 0     | 0     | 30     | 0      |
| 2024/25         | FC Groningen    | Eredivisie      | 0          | 0          | 0     | 0     | 0      | 0      |
| Carrière totaal | Carrière totaal | Carrière totaal | 196        | 0          | 7     | 0     | 203    | 0      |

## Interlandloopbaan
Vaessen kondigde in 2024 aan dat hij had gekozen voor een interlandcarrière bij het Surinaams nationaal team. Hij kon die keuze maken omdat zijn opa van vaders zijde in Paramaribo is geboren. In het Surinaams elftal speelt hij met de achternaam Burnet. Hij maakte zijn debuut tegen Saint Vincent en de Grenadines.

## Persoonlijk
Hoewel hij officieel als achternaam Burnet heeft, voert hij al zijn hele leven de achternaam van zijn moeder: Vaessen. Bij interlands voor het Surinaams elftal voert hij zijn officiële naam.
In 2014 achtervolgde Vaessen als medewerker van MediaMarkt een winkeldief, waarbij hij met een mes gestoken werd in zijn long en zo voor een aantal dagen in het ziekenhuis belandde.